# Jan Duursema
Compléments
Star Wars, Warlord
Jan Duursema, née le 27 octobre 1954, est une dessinatrice et un encreur de bande dessinée américaine. Elle est principalement connue pour ses travaux sur les séries de comic books Starwars: Clone Wars et Star Wars : Legacy. Elle est la créatrice des personnages Quinlan Vos et Cade Skywalker de l'univers étendu de Star Wars.
En dehors de Star Wars, elle a travaillé pour DC Comics avec Warlord et Marvel Comics sur des séries des X-Men.

## Biographie

### Jeunesse
Jan Duursema naît le 27 octobre 1954 à Waldwick, petite ville américaine du comté de Bergen dans le New Jersey. Dès son plus jeune âge, elle se met à dessiner et suit des cours de dessin au collège et à la fac. Elle obtient un diplôme des Beaux Arts. Elle est ensuite l'une des premières élèves de la Joe Kubert School of Cartoon and Graphic Art où elle reçoit une formation en narration et dessin,.

### Carrière
Durant leur formation à la Joe Kubert School of Cartoon and Graphic Art, il était courant que les élèves assistent Joe Kubert sur son travail. Duursema commence à travailler professionnellement en 1979 sur des histoires de Sgt. Rock pour Joe Kubert. Elle travaille pour les deux plus grandes maisons d'édition américaines DC Comics et Marvel Comics. Pour DC, Duursema dessine des numéros de la série Warlord et est une des créatrices de la série Arion, Lord of Atlantis. Elle est également la première dessinatrice à dessiner Wonder Woman dans son propre comic book. Pour Marvel, elle travaille sur des titres des X-Men. Elle est surtout connue pour son travail chez Dark Horse Comics sur l'univers étendu de Star Wars.
Duursema devient fan de Star Wars dès le premier film, Un nouvel espoir. Elle se rend plusieurs fois au cinéma pour le voir. La trilogie d'origine la fait plonger dans Star Wars. En 1985, elle réalise le numéro 92 de la série de comics Star Wars de Marvel. La menace fantôme, préquelle, lui redonne envie de participer à cet univers en travaillant en 2000 sur plusieurs titres Star Wars de Dark Horse.

## Vie personnelle
Son mari est Tom Mandrake, un artiste de comic books. Ils ont deux enfants Jack Moses et Sian.

## Influences
Dans une interview pour le magazine Star Wars, la saga en BD, Jan Duursema explique que tout ce qu'elle voie l'influence de près ou de loin. Elle considère qu'elle a été influencée en bande dessinée par Joe Kubert, Dick Giordano, Berni Wrightson, Mike Kaluta, Walt Simonson, Hal Foster, Hy Eisman, Irwin Hasen, par des peintres comme Frank Frazetta, Howard Pyle, les sœurs Wyeth Carolyn et Henriette et par des réalisateurs comme George Lucas, Hayao Miyazaki et Akira Kurosawa.

« Ce qui m'attirait le plus dans la narration en bande dessinée, c'est que je pouvais raconter une histoire et dessiner en même temps. En bande dessinée, on est son propre producteur, son propre réalisateur. En tant que dessinateur et narrateur, on pose la scène, on définit l'ambiance, et même le jeu d'acteur au travers des personnages que l'on dessine. »

— Jan Duursema

## Technique de travail
Lorsque Jan Duursema réalise des numéros de l'univers étendu de Star Wars, elle effectue de nombreuses recherches. Pour la création de nouveaux personnages, costumes ou vaisseaux, elle fait des croquis sauf lorsque les délais ne le permettent pas alors elle développe le sujet directement sur la planche. Elle n'effectue des croquis que pour les personnages récurrents d'une série.
Jan Duursema utilise des photographies. Son mari Tom Mandrake et ses fils posent parfois comme modèles. Elle emploie également des modèles 3D pour les vaisseaux, bâtiments ou planètes. Cela lui permet de tourner autour, de les visualiser sous tous les angles,. Duursema utilise des logiciels tel que Poser, Daz et Vue. Toutes ces illustrations sont finalisées avec Photoshop. Aucune illustration n'est réalisé à 100 % numériquement, la 3D peut parfois être utilisé sur les décors parfois uniquement sur les personnages comme Dark Talon sur la couverture de Star Wars: Legacy #1/2. Pour la couverture de Star Wars: Legacy #11, elle a combiné de la 3D, de la peinture, des collages de photos qu'elle avait prise dans les bois.
Sur les séries Star Wars où elle collabore avec le scénariste John Ostrander, ils préfèrent travailler selon la "méthode Marvel" : le scénariste réalise un synopsis, le dessinateur s'en sert pour créer les dessins et effectue lui-même le découpage de pages, une fois terminé le scénariste insère les dialogues. C'est une méthode qu'elle apprécie pour la meilleure vision qu'elle procure. Il leur faut parfois trouver un juste milieu avec Dark Horse et LucasFilm qui préfèrent généralement des scripts complets.

## Création de personnages
Jan Duursema a créé de nombreux personnages Star Wars, les plus connus étant les jedis Quinlan Vos et Cade Skywalker.

« Ce que je préfère, c'est essayer de faire de chaque personnage un individu, avec sa façon propre de bouger et de s'exprimer. Je crois qu'un dessinateur doit réellement devenir un acteur de son histoire. »

— Jan Duursema

### Dark Horse
- Star Wars #16, 19-22, 32-35, 42-45 (2000-02)
- Star Wars Tales #3, 7, 11 (2000-02)
- Star Wars: Darth Maul, miniseries, #1-4 (2000)
- Star Wars Episode II: Attack of the Clones, miniseries, #1-4 (2002)
- Star Wars: Jedi:
  - Ayla Secura (2003)
  - Count Dooku (2003)
  - Mace Windu (2003)
  - Shaak Ti (2003)
- Star Wars : Legacy #0-3, 5-7, 11-12, 14-19, 23-26, 28-31, 34-35, 37-40, 43-50 (2006-10)
- Star Wars: Legacy: One for One (2010)
- Star Wars Republic #49-50, 54, 59, 63, 65-66, 68-77, 81-83 (2003-06)

### DC
- Advanced Dungeons and Dragons #1-22, 24-30, 33-36, Annual #1 (1988-91)
- Adventures of the Outsiders #46 (1987)
- Arion, Lord of Atlantis #1-21, 23, 27, 30-35, Special #1 (1982-85)
- Arak, Son of Thunder #8-11 (1982)
- Batman and the Outsiders Annual #1 (collectif) (1984)
- Hawkman, vol. 3, #1-4, Annual #1 (1993-94)
- Hawkworld #27-29 (1992)
- House of Mystery #301 (1982)
- Justice League Quarterly #5 (1991)
- Martian Manhunter #5 (1999)
- Nightwing (Tangent Comics) #1 (1997)
- Nightwing (Tangent Comics): Night Force (1998)
- Omega Men #36 (1986)
- Outsiders #8 (1986)
- Saga of the Swamp Thing #9 (1983)
- Sgt. Rock #347-352, 357-360, 362, 364 (1980-82)
- Star Trek #34 (1992)
- Swamp Thing, vol. 2, #117 (1992)
- Warlord (Arion) #55-62; (Warlord) #60-62, 123-133 (1982-88)
- Weird War Tales #98 (1981)
- Wonder Woman #300 (collectif) (1983)

### Marvel
- Avengers #369 (1993)
- Incredible Hulk #399-402 (1992-93)
- Professor Xavier and the X-Men #1-4, 6 (1995-96)
- Spider-Man Unlimited #5 (1994)
- Star Wars #92 (1985)
- Uncanny X-Men #305 (1993)
- Wolverine: Knight of Terra (1995)
- X-Factor #97, 99-104, 106, 108-111, 200 (1993-2010)
- X-Man #10 (collectif) (1995)
- X-Men 2099 #32-35 (1996)
- X-Men Unlimited #2 (1993)
- X-Men: Road to Onslaught (collectif) (1996)

## Prix et récompenses
- 1983 : Prix Russ Manning